# الثمير (لحج)
الثمير هي إحدى قرى الجمهورية اليمنية. وهي تتبع جغرافيًا لمحافظة لحج. وإداريًا لمديرية ردفان. يبلغ تعداد سكانها 1568 نسمة حسب الإحصاء الذي جرى عام 2004.